# Curtis (álbum de Curtis Mayfield)
Curtis es el álbum debut del cantante y músico estadouidense de soul Curtis Mayfield, producido por el propio Mayfield y lanzado en septiembre de 1970 por la discográfica Curtom.
El álbum estuvo influenciado por el sonido del anterior grupo de Mayfield The Impressions, moviéndose más allá de su clásico sonido pop-soul y danbole mayor protagonismo al funk y la música psidcodélica de inicios de los 70. También incluyó temáticas sociales y políticas de la época como el racisimo y la violencia policial.
En el 2020 el álbum fue incluido en la lista de los 500 mejores álbumes de todos los tiempos de la revista estadounidense Rolling Stone, ocupando el puesto 275.